# Armand Deumi
Armand Deumi Tchami est un footballeur né le 12 mars 1979 à Douala (Cameroun). Il évoluait au poste de défenseur.